# Curmúzio o Arquivista
Curmúzio o Arquivista (em grego koiné: Χουρμούζιος ὁ Χαρτοφύλαξ, transl.: Chourmoúzios ho Chartophýlax), nascido Chourmoúzios Geórgiou (em grego clássico: Χουρμούζιος Γεώργιου; romaniz.: Chourmoúzios Geṓrgiou) Halki, c. 1770 - Halki, 1840) foi um músico e escriba grego do Império Otomano.

## Biografia
Curmúzio nasceu em Halki por volta de 1770. Sua primeira evidência de atividade é em 1792, de quando data o único manuscrito conhecido assinado por ele sem usar as técnicas de Crisanto de Mádito. Teve por professores Jorge de Creta, Pedro Bizâncio e Tiago Peloponésio. Cantou em diversas paróquias de Constantinopla, sendo cantor principal no metóquio local do Mosteiro de Santa Catarina e em uma igreja em Tataúla. Começou a elaborar sua nova notação para a música bizantina com Crisanto e Gregório o Cantor em 1814, e foi professor na Escola Patriarcal de Música com ambos desde sua criação em 1815 até seu fechamento em 1821, mesmo ano em que Crisanto publicou sua "Introdução", em que sua revolução do octoeco foi bem estabelecida. Apesar de viver em pobreza trabalhando como escriba, é considerado um dos principais responsáveis pela elaboração octoeco neobizantino, e teve uma extensa obra, incluindo uma coletânea em 70 volumes escrita ao longo de 18 anos em que explicou todas as melodias então conhecidas, trabalho adquirido por Atanásio V de Jerusalém. Chegou a escrever músicas populares e entendia profundamente a música árabe e a música persa. Parece não ter tido qualquer título de proeminência na hierarquia dos cantores bizantinos, pelo que recebeu o título de "Arquivista". Morreu em 1840 em sua Halki natal.